# زياد الحسيني
زياد الحسيني (1943 - 1971)، هو قائد قوات التحرير الشعبية في قطاع غزة، إذ نشط فيها خلال السنوات الأولى للاحتلال الإسرائيلي للقطاع.
وُلد زياد محمد الحسيني عام 1943م في مدينة غزة، وأتم دراسته الثانوية فيها. تخرج من الكلية العسكرية للضباط في القاهرة عام 1966م، والتحق بجيش التحرير الفلسطيني - قوات عين جالوت، واشترك في حرب عام 1967 في رفح.
بعد نكسة 1967، بدأ مع رفاقه جمع ما تركه الجيش المصري من أسلحة في غزة، وتشكيل خلايا سرية للعمل الفدائي من عناصر جيش التحرير المتبقية في القطاع وتدريبها على خوض غمار حرب العصابات، وسميت «قوات التحرير الشعبية». بمشاركة من تبقى في قلبهم شجاعة المقاومة من جيش التحرير منهم وليد أبو شعبان وحسين الخطيب. وبعد ستة أشهر توجهه جميع الضباط إلى الأردن وظل زياد في قطاع غزة، لمواجهة الجيش الإسرائيلي، إذ عمل على تشكيل الخلايا السرية وجمع الاسلحة وتعبئة الناس للعمل النضالي ضد الاحتلال، ساعده بذلك جنود جيش التحرير المدربين، وقد تولى منصب معاون قائد قوات التحرير في القطاع سنة 1967 وفي مطلع 1969 تولى منصب قائد قوات التحرير الشعبية في القطاع وشمال سيناء.

## بعض عملياته
من الصعب حصر 56 شهرًا من العمليات اليومية، لكن من أبرزها عملية مدرسة حي الزيتون التي كانت في آب/أغسطس من عام 1970 عندما قام زياد ورفاقه بالتوجه إلى مبتى المدرسة وإرسال حارس المدرسة إلى قوات الاحتلال، لإبلاغهم بوجود زياد المطلوب لديهم بالمدرسة، وبعد وصول قوة من الجيش الإسرائيلي إلى المدرسة، وقعت في كمين، مما أدى إلى مقتل عدد منهم.
يضاف إلى ذلك، عملية الشهيد أيوب فدعوس الذي كان أحد مناضلين 1948 واستشهد عام 1970 في معسكر جباليا، أثناء قيامه بعملية، فكانت أوامر الجيش الإسرائيلي، بعدم مشاركة الرجال في الجنازة، وخرج زياد و10 من عناصر مجموعاته السرية، في ملابس للنساء للمشاركة بالجنازة، وأثناء ذلك واشتبكوا مع الجيش الإسرائيلي المتواجد في محيط الجنازة، مما أدى إلى مقتل 8 منهم.
كما قام بقتل مسؤول في المخابرات الإسرائيلية بعد اقتحام مبنى السرايا في مدينة غزة. وقال عنه، وزير الأمن الإسرائيلي الأسبق موشيه دايان: "أنا أحكم غزة في النهار، وزياد الحسيني يحكمها في الليل".

## أوسمة حصل عليها الشهيد
في عام 1972 منح وسام السلم العالمي، وسام المجلس لشهداء القطاع ممثلين بزياد الحسيني، وقد أقيم الاحتفال بدمشق سلم خلالها شاندرا الأمين العام للمجلس الوسام لشقيق زياد "طارق"، وحضر الاحتفال عبد الرحمن خلفاوي رئيس وزراء سوريا وقائد جيش التحرير الفلسطيني العميد مصباح البديري وخالد الفاهوم كما منح نوط الفداء سنة 1968 ووسام الواجب العام في عام 1969 كما قام رئيس السلطة الفلسطينية ياسر عرفات، حفل تابين له عند وصوله إلى قطاع غزة عام 1995.

## الاستشهاد
استشهد في 21 تشرين الثاني/ نوفمبر 1971 وتتقاطع كافة الروايات على تورط رئيس بلدية غزة الأسبق رشاد الشوا، في عملية الاغتيال، إذ استشهد الحسيني في منزله. وتشير مذكرات دايان، إلى مقتل الحسيني في قبو منزل الشوا.
واعتقلت سعاد، والدة زياد الحسيني، في سجون الاحتلال الإسرائيلي عام 1973، وتعرضت للاعتداء في الاعتقال، وفقدت عينها كما اعتقلت قبل استشهاد زياد للضغط عليها من أجل تسليم نجلها.